# Chiesa di San Pietro a Galciana
La chiesa di San Pietro è un edificio religioso sito a Galciana, frazione occidentale del comune di Prato.

## Storia e descrizione
La chiesa risale al XII secolo, ed è stata ripristinata nelle sue antiche forme tra Otto e Novecento. Conserva all'interno dell'abside piacevoli affreschi del tardo Trecento, opera di Antonio Vite (un Redentore benedicente, luminosa figura giovanile, e gli Apostoli), e un notevole ciborio quattrocentesco a tempietto di ambito michelozziano.
Tra il 1956 e il 1965 le è stata affiancata l'attuale chiesa parrocchiale, realizzata da Ivo Lambertini, caratterizzata dalle numerose vetrate di Tito Amodei e dagli spazi liturgici curati da Iorio Vivarelli nel 1965-66, con un drammatico Crocifisso e un originale ciborio.
Dietro l'abside della chiesa vecchia si alza il campanile romanico, con due ordini di finestre. Esso ospita quattro campane in Fa3: le tre minori sono ottocentesche e sono state realizzate da Terzo Rafanelli di Pistoia, la grossa invece risale al dopoguerra ed è stata colata dal lucchese Lorenzo Lera.

## Galleria d'immagini

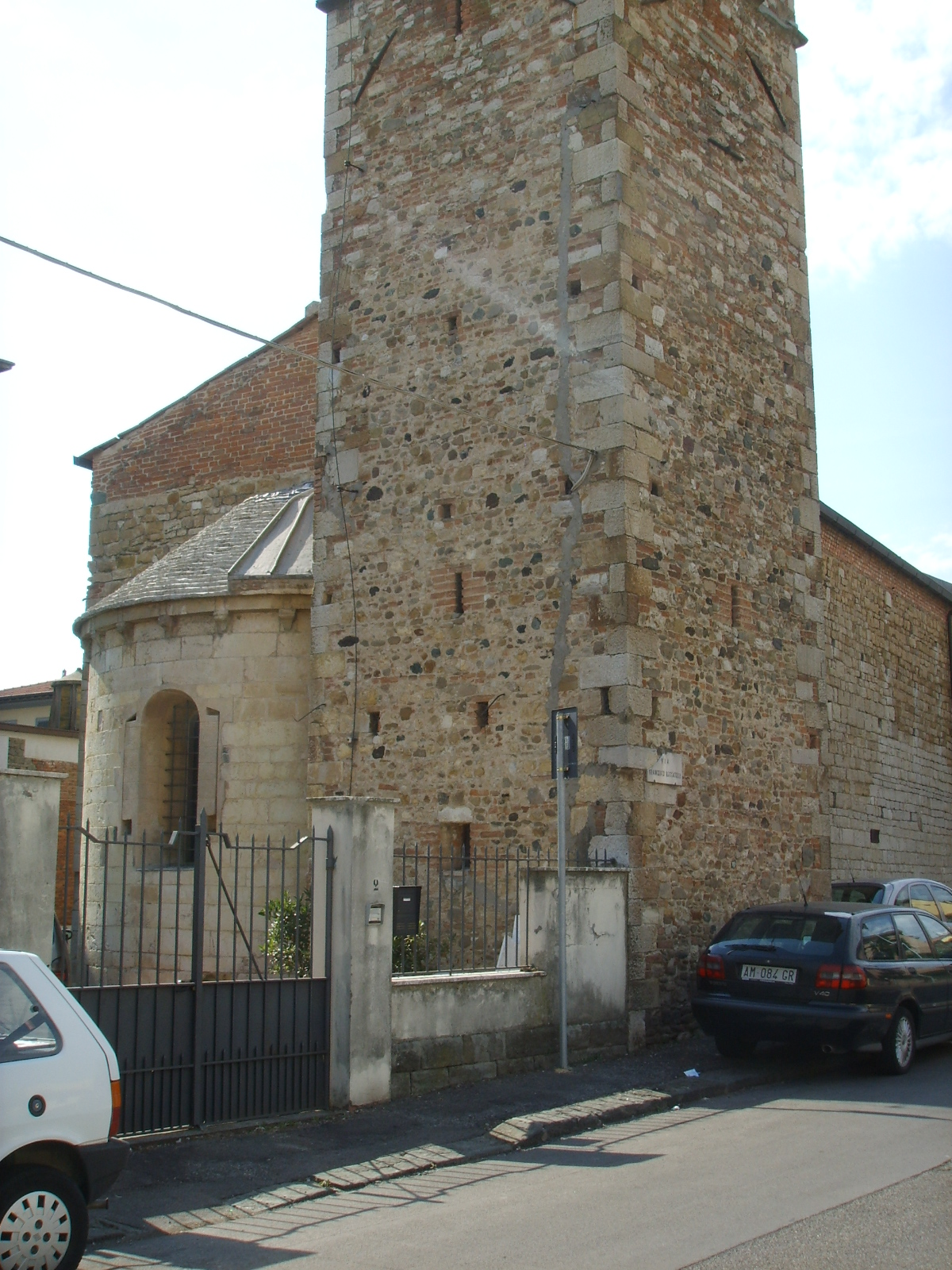
Abside
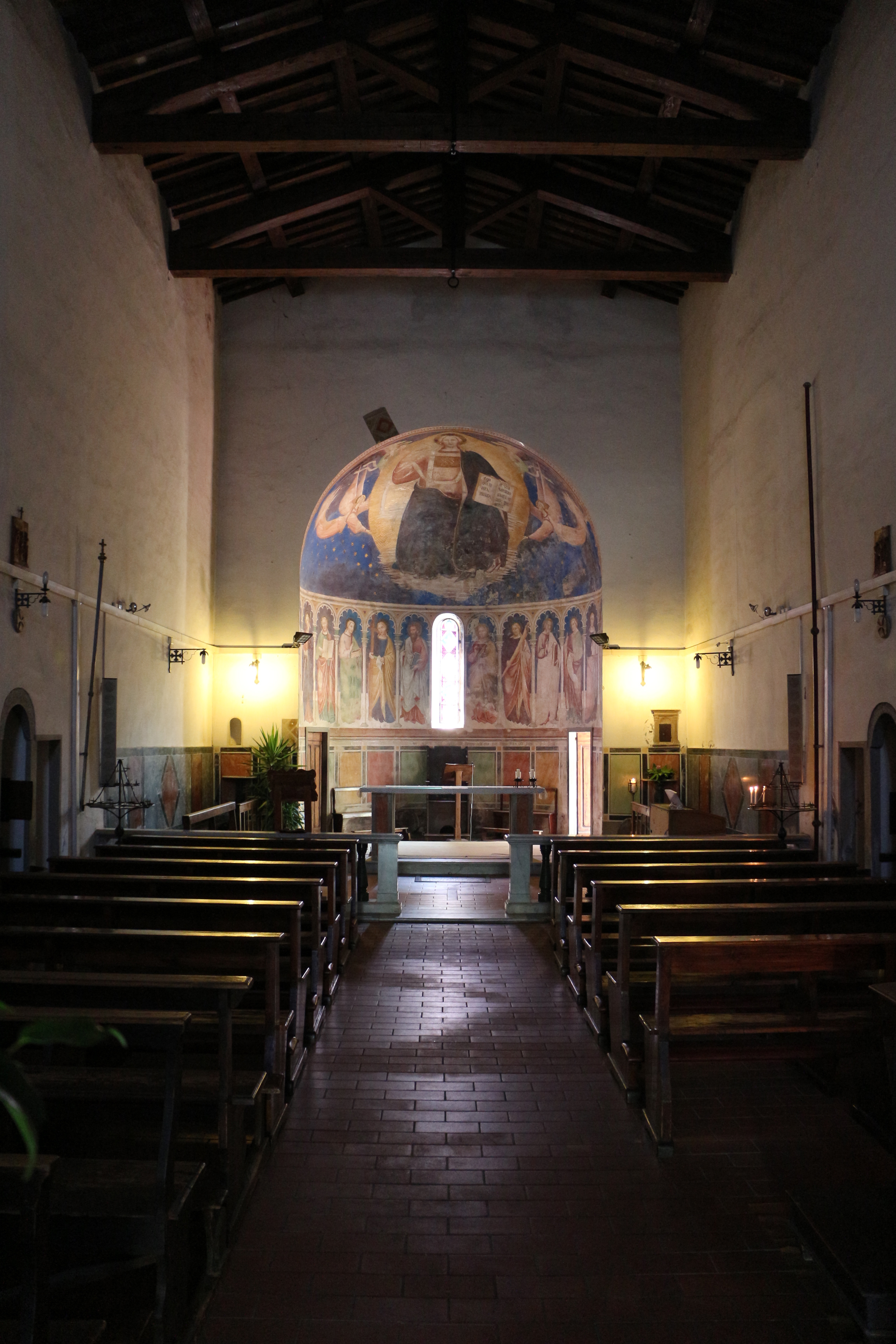
Interno della chiesa vecchia
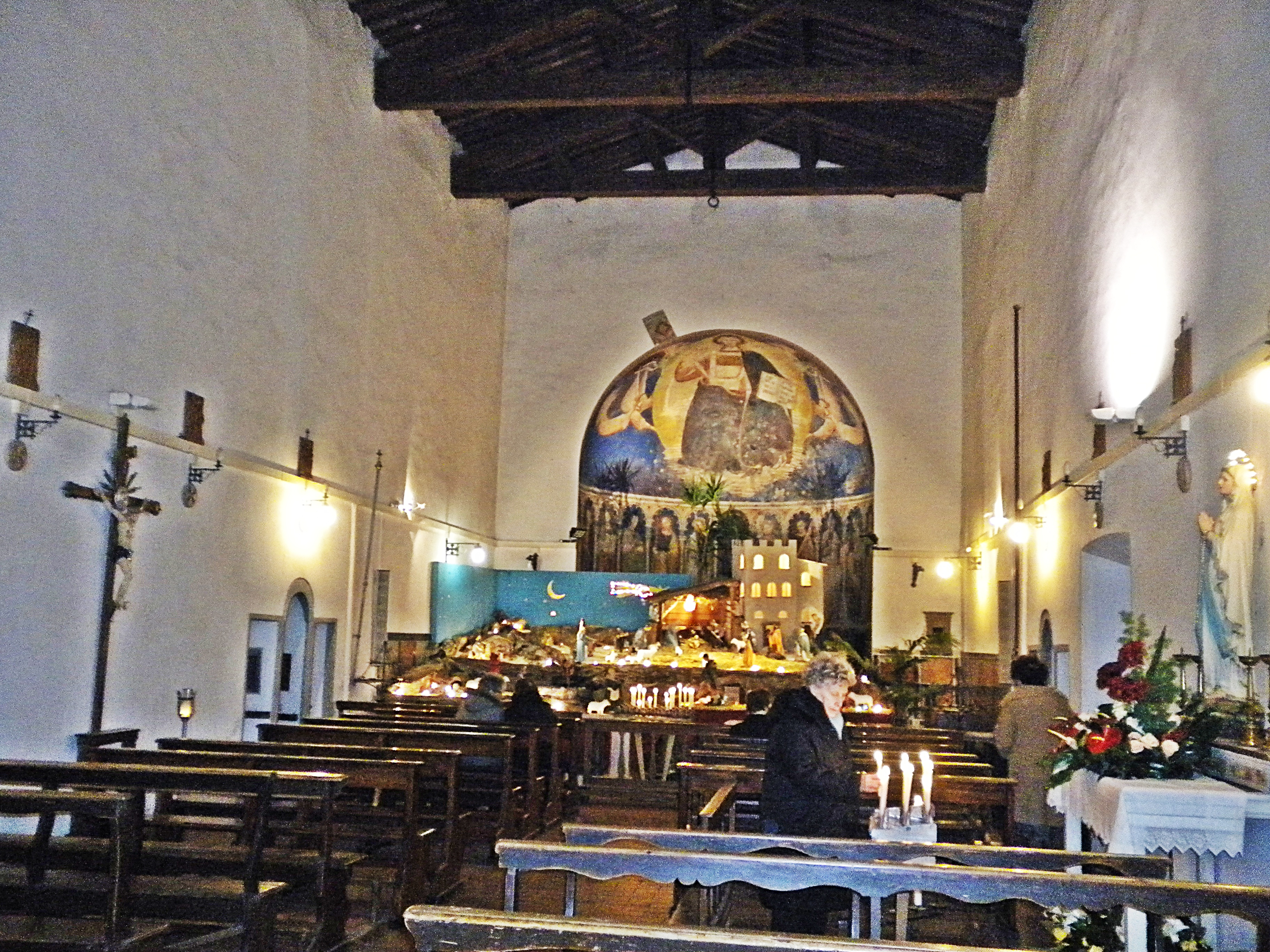
Interno della chiesa vecchia
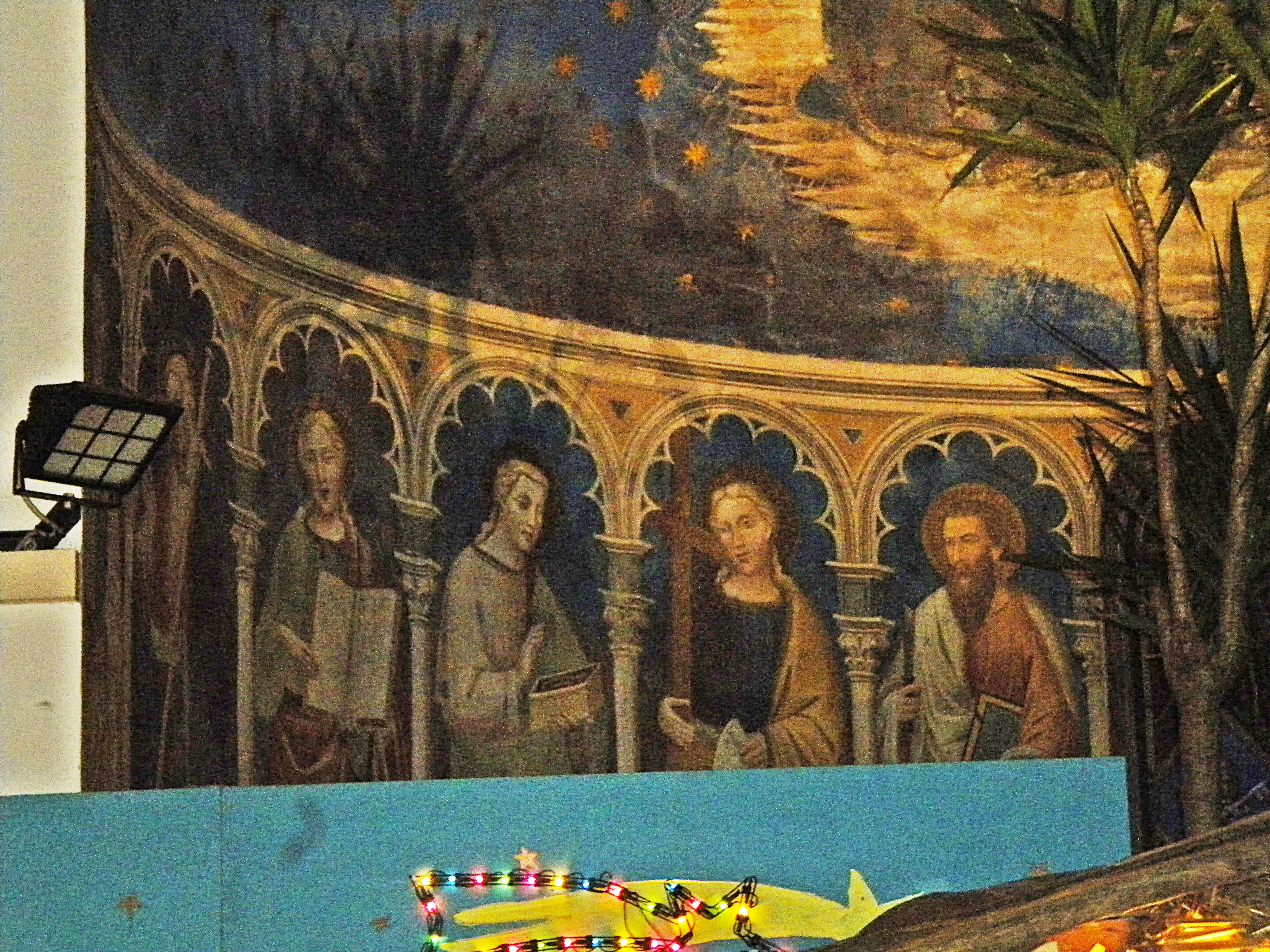
Interno della chiesa vecchia
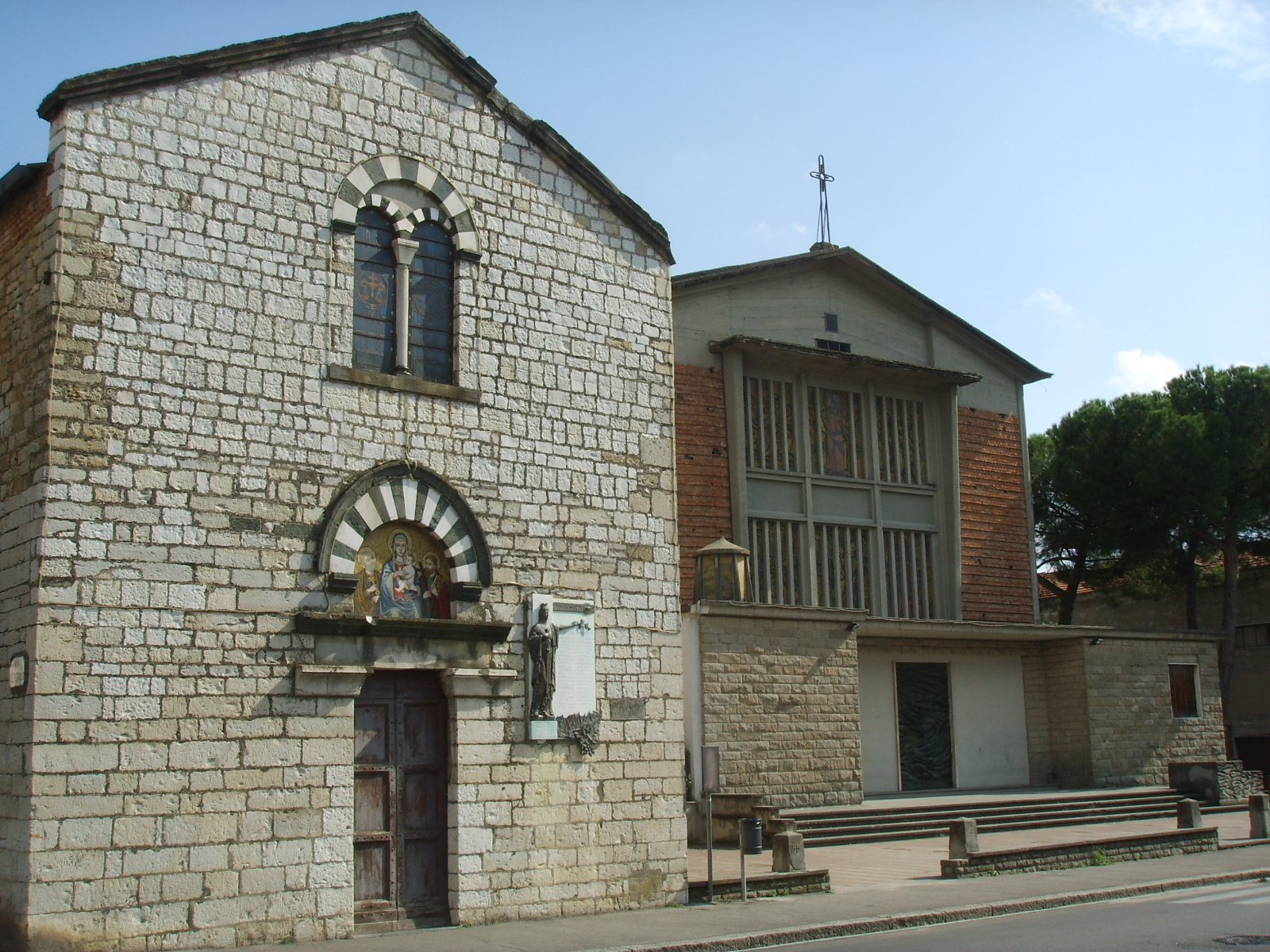
Chiesa vecchia e chiesa nuova
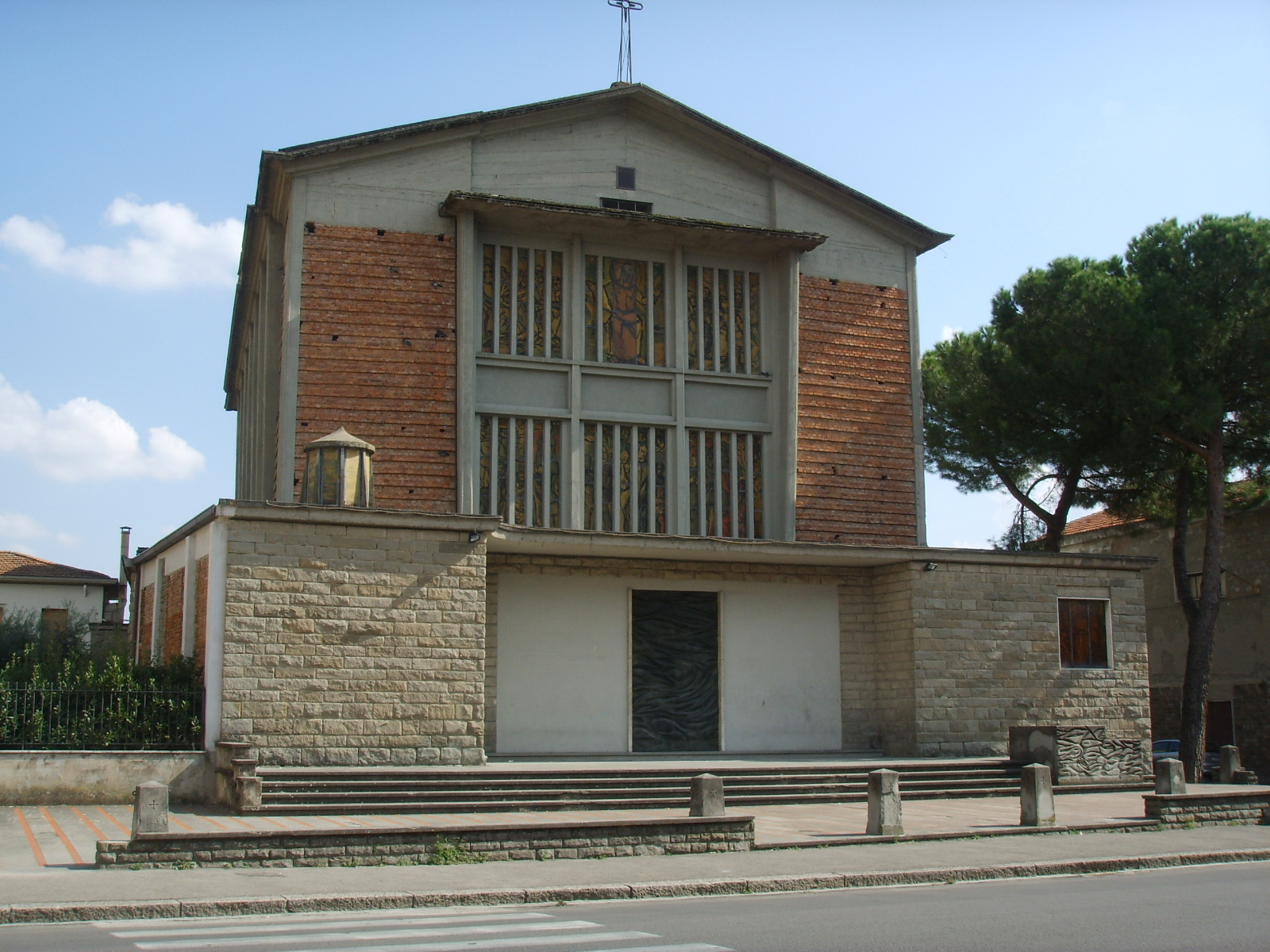
La chiesa nuova